# Либан
Либа̀н, още Люба̀н или Люба̀ново (на гръцки: Σκαλωτή, Скалотѝ, до 1927 Λιμπάν, Либан), е село в Република Гърция в дем Драма.

## География
Либан е разположено на 940 m надморска височина в областта Чеч, високо в югозападните склонове на Родопите, на 12 километра североизточно от село Осеница (Сидиронеро) в гората Карадере.

## История

### Етимология
Според Йордан Н. Иванов етимологията на името е от личното име Любан, образувано от люб-и наставка -ан, подобно на Драган. Формите с и вместо с ю са с делабиация (Либен вместо Любен).

### В Османската империя
В опис на зиамети и тимари в Ксантийско и Драмско от 4 ноември 1491 година от село Либан (Любене) поименно са изброени главите на домакинствата. Регистрирани са 50 немюсюлмански домакинства и 10 вдовици. В списъка на населените места с регистрирани имена на главите на домакинствата през втората половина на XV и началото на XVI век в село Либан (Любене) са регистрирани 63 лица. В съкратен регистър на тимари, зиамети и хасове в ливата Паша от 1519 година село Либан (Любан с друго име Лясова), спадащо към Испанеполе е вписано както следва: мюсюлмани - 13, неженени - 15; немюсюлмани - 29 домакинства, неженени - 3, вдовици - 2. В подробен регистър на тимари, зиамети, хасове, чифлици, мюлкове и вакъфи в казите и нахиите по териториите на санджака Паша от 1524-1537 година от село Либан (Лубан с друго име Папа Станко) са регистрирани мюсюлмани: 13, неженени - 27; немюсюлмани: 19, вдовици - 4. В съкратен регистър на санджаците Паша, Кюстендил, Вълчитрън, Призрен, Аладжа хисар, Херск, Изворник и Босна от 1530 година са регистрирани броят на мюсюлманите и немюсюлманите в населените места. Регистрирано е и село Либан (Лубан с друго име Папа Станко) с мюсюлмани: 12 домакинства, неженени - 17; немюсюлмани: 19 домакинства, вдовици - 4. В подробен регистър на санджака Паша от 1569-70 година е отразено данъкоплатното население на Либан както следва: мюсюлмани - 26 семейства и 32 неженени мюсюлмани. В подробен регистър за събирането на данъка авариз от казата Неврокоп за 1723 година от село Либан (Лубан) са зачислени 25 мюсюлмански домакинства, като едното е на спахия на тимар.
В XIX век Либан е помашко село в Чечка нахия на Неврокопска каза на Османската империя. В „Етнография на вилаетите Адрианопол, Монастир и Салоника“, издадена в Константинопол в 1878 година и отразяваща статистиката на населението от 1873 година, Либан (Liban) е посочено като село със 70 домакинства и 180 жители помаци. Според Стефан Веркович към края на XIX век Либан има мюсюлманско мъжко население 237 души, което живее в 70 къщи.
Според Васил Кънчов Любан има 100 къщи, като към 1900 година населението му се състои от 400 жители българи мохамедани.

### В Гърция
През Балканската война в селото влизат български части. По данни на Българската православна църква, към края на 1912 и началото на 1913 година в Либан (Либанъ) живеят 135 семейства или общо 617 души.
След Междусъюзническата война в 1913 година Либан попада в Гърция. Според гръцката статистика, през 1913 година в Либан (Λιμπάν) живеят 609 души. В 20-те години жителите на Либан се изселват и на тяхно място са заселени гърци бежанци от Турция. В 1928 година в селото има 26 бежански семейства със 116 жители. В 1927 година селото е прекръстено на Скалоти.
Църквата в селото е посветена на Свети Илия.
Населението се занимава с отглеждане на тютюн, жито, картофи и други земеделски култури, както и със скотовъдство.
| Име        | Име               | Ново име         | Ново име             | Описание                                                 |
| ---------- | ----------------- | ---------------- | -------------------- | -------------------------------------------------------- |
| Орово      | Όροβα             | Корифи           | Κορυφή               | връх на ЮИ от Либан и на И от Осеница (897,8 m)          |
| Тремосая   | Τροϊμοσαγιά       | Епимикес         | Έπίμηκες             | връх на ЮЗ над Радища                                    |
| Радища     | Ράμπιστα          | Плая             | Πλαγιά               | връх на ЮИ над Радища                                    |
| Бичова     | Πίτσοβας          | Рема Петротопу   | Ρέμα Πετροτόπου      | река на И от Либан, приток на Орова                      |
| Махали     | Ερείπια Μαχαλάδων | Ерепия Синикисму | Ερείπια Συνοικισμού  | бивше село на СИ от Осеница и на ЮИ от Либан             |
| Орова      | Όροβα             | Рема Георгиади   | Ρέμα Γεωργιάδη       | река на И от Либан, на която е село Русково              |
| Епано Диз  | Επάνω Ντίζ        | Ано Исома        | Άνω ’Ίσωμα           | местност на СИ от Осеница и на ЮИ от Либан               |
| Русково    | Ρούσκοβο          | Кесариани        | Καισαριανή           | бивше село на И от Либан                                 |
| Мома Гропа | Μόμα Γκρόπα       | Тагос            | Τάφος                | връх на И от Либан (1351 m)                              |
| Фидерна    | Φιντέρνα          | Фтерес           | Φτέρες               | връх на СИ от Либан (1501,6 m)                           |
| Алеминдер  | Άλεμιντέρ         | Лимери           | Λημέρι               | връх на СЗ от Либан и на С от Осеница (1085 m)           |
| Кангеля    | Καγκέλια          | Локсотон         | Λοξωτόν              | връх на С от Либан (1496 m)                              |
| Гроша      | Γρόσια            | Дасос Василисис  | Δάσος Βασιλίσσης     | гора на СИ от Либан                                      |
| Русково    | Ρούσκοβο          | Гурунорема       | Γουρουνόρεμα         | река на И от Либан, на която е село Русково              |
| Бозово     | Μπόζοβον          | Лохагу Янопулу   | Λοχαγού Γιαννοπούλου | връх на С от Либан (1621,6 m)                            |
| Буковак    | Μπουκουβάκι       | Оксиес           | Όξυές                | местност на С от Либан и на СЗ от връх Бузала (1631,5 m) |
| Гюр чешме  | Γιούρ Τσεσμέ      | Крија Вриси      | Κρύα Βρύση           | извор на С от връх Бузала (1631,5 m)                     |

| Година    | 1913 | 1920 | 1928 | 1940 | 1951 | 1961 | 1971 | 1981 | 1991 | 2001 | 2011 | 2021 |
| --------- | ---- | ---- | ---- | ---- | ---- | ---- | ---- | ---- | ---- | ---- | ---- | ---- |
| Население | 609  | 439  | 125  | 276  | 179  | 219  | 77   | 60   | 131  | 84   | 102  | 41   |